# رناتو پیروکی
رناتو پیروکی (ایتالیایی: Renato Pirocchi؛ زادهٔ ۲۶ مارس ۱۹۳۳ در نوتارسکو، درگذشتهٔ ۲۹ ژوئیهٔ ۲۰۰۲ در کیتی) رانندهٔ مسابقات اتومبیل‌رانی فرمول یک اهل ایتالیا بود که در فصل ۱۹۶۱ در مجموع در یک گراند پری شرکت کرد، اما موفق به کسب هیچ امتیازی نشد.
پیروکی در ۲۹ ژوئیه ۲۰۰۲ در کیتی درگذشت.